# Carimate
Carimate là một đô thị ở tỉnh Como trong vùng Lombardia, có cự ly khoảng 25 km về phía bắc của Milano và khoảng 13 km về phía nam của Como. Tại thời điểm ngày 31 tháng 12 năm 2004, đô thị này có dân số 4.074 người và diện tích là 5,2 km².
Đô thị Carimate có các frazioni (các đơn vị trực thuộc, chủ yếu là các làng) Cascina Valle-Stazione di Carimate and Montesolaro.
Carimate giáp các đô thị: Cantù, Cermenate, Figino Serenza, Lentate sul Seveso, Novedrate.